# Сварог
Сва́ро́г (др.-рус. Сварогъ) — славянский бог-кузнец, упомянутый в качестве глоссы в славянском переводе «Хроники» Иоанна Малалы, где был отождествлён древнеболгарским летописцем с Гефестом в эвгемеристическом мифе об установлении моногамии в Египте. Миф упоминает, что у Гефеста был сын Гелиос, отождествляемый «Хроникой» с Дажьбогом. Позже в Древней Руси были добавлены новые глоссы в текст этого мифа, не являющийся славянским по происхождению. Отождествления между греческими и славянскими богами были добавлены для ниспровержения идеи о божественности этих персонажей.
Отождествление в «Хронике» позволило дать определение как Сварогу, так и Дажьбогу, интерпретирующийся как бог солнца, одновременно как бог солнца и сын Сварога или как только сын. Родственные отношения между солнцем и кузнецом существуют в балтской мифологии, что совместно со славянскими фольклорными данными могут говорить о предположительном существовании балто-славянского мифа о ковке солнца.
У славян богом огня был Сварожич, чьё имя означает либо «сын Сварога» либо самого Сварога. Возможно, такие родственные связи с огнём могут говорить о потерянной мифологеме происхождения огня от кузнеца. Несмотря на то, что Сварог упомянут в единственном источнике, присутствие Сварога в древнеболгарских и в древнерусских глоссах, возможные ономастические данные и связь с западнославянским и восточнославянским Сварожичем позволяют говорить об общеславянском культе Сварога праславянского происхождения.
На основе иранских этимологий предлагается определять Сварога как иранского бога солнца. Такие интерпретации имеют текстологическую проблему: с солнцем был отождествлён Дажьбог, а не Сварог. Древнеиндийская этимология позволила охарактеризовать Сварога как бога неба вплоть до того, что он был монотеистическим богом, но такая этимология была отвергнута в последующих исследованиях.

## Имя
Теоним записан в «Повести временных лет» как «Соварога, Сварогъ, Сварогом, Сварога, Зварога», в Софийском хронографе как «Сварог, Сварож». Сваро́г в др.-рус. Сварогъ. В праслав. *S(ъ)varogъ. Лингвист М. Фасмер определил ударение в теониме на «о», в речи зафиксировано нарицательное слово сва́рог с ударением на «а».

### Славянские этимологии

#### От праславянского*varъ
Согласно данной этимологии, теоним получился в результате сложения праславянского глагола *sъvariti «сваривать (металл)» с праславянским суффиксом *-ogъ или же, по мнению лингвиста М. Лучиньски, от слова *sъvarъ с добавлением того же суффикса *-ogъ. Слово *sъvarъ, буквально значащее «хороший, свой огонь, жар», состоит из приставки *sъ- «хороший, свой» и корня *varъ «огонь, жар», восходящего к праиндоевропейскому *wār «тепло» ← *wérH- / *wṛH- «быть горячим». Корень *varъ дал в славянских языках лексику, связанную с огнём, высокой температурой и кузнечным делом: ст.‑слав. варъ «жар», др.-польск. zwarzyć «сварить горячим способом два куска железа», др.-рус. сварити «ковать что-либо при высокой температуре», современные рус. сварить, сваривать, сварщик. Суффикс *-ogъ не имеет конкретной функции, образуя слова со схожим значением: *batati «бить» → *batogъ «кнут, дубина», *bьrlo «подстилка» → *bьrlogъ «берлога», *ostrъ «острый» → *ostrogъ «утёс». Этому суффиксу соответствует балтский суффикс -aga: лит. pìlti «лить» → pilagà «ливень». В интерпретации лингвиста М. Пуканека *sъvar- было отглагольным существительным *variti «вызывать кипение» которое было каузативом *vьrěti «заставлять что-то кипеть», но Лучиньски считает такое маловероятным, поскольку балтские аналоги суффикса, по его мнению, сочетаются только с существительными, что должно было происходить и в славянских языках, то есть не *batati → *batogъ, но *batъ → *batogъ. В любом случае получившийся аппеллятив *s(ъ)varogъ «сварщик» в дальнейшем стало использоваться как теоним для обозначения бога связанного с кузнечным делом и работающего с огнём. Возможно, это слово заменило табуированное имя божества. Этимология подтверждается отождествлением Сварога с Гефестом и лексикой, сохранившийся после христианизации: в новгородском говоре зафиксировано нарицательное слово «сва́рог» имеющее несколько значений: «огонь, сверчок, кузнечик, сплетник». В рамках своей этимологии, Лучиньски предполагает значение «кузнец». В румынском присутствует славянское заимствование, вероятно, из болгарского, sfárǎ, sfarogŭ, svarogŭ, обозначающее «сухой, высушенный». Слово было заимствовано в XI—XII веках как имя нарицательное, а не теоним. В славянском языке филологом Н. И. Зубовым реконструируется как *sъvarogъ. Филолог М. А. Ююкин определяет румынское слово как ошибку, внесённую в научную литературу историком П. А. Сырку. Слово действительно существует, но у него фиксируются только значения «пар, дым» и они производятся от праслав. *skvar- «жар, огонь, дым».
По мнению религиоведа О. В. Кутарева, данная этимология является наиболее предпочтительной. Критически этимологию воспринял лингвист В. Блажек, назвав данный подход народно-этимологическим.

#### От праславянского*svar-
Получила распространение этимология, связывающая теоним со словом сва́ра «распря, борьба», присутствующим в других славянских языках и восходящим к праслав. svar- «ссора, вражда, спор» ← праиндоев. *swer-, и, следовательно, имя Сварога понимается как «спорящий, наказующий». По предложению слависта А. Брюкнера, слово сва́ра также обозначало «гнев» и «огонь-склочник». Историк А. Гейштор упоминает данные этнографа К. Мошинского, записавшего слова полесского рыбака, когда тот услышал гром и сказал: «Бог сварытся». В Польше также говорили: «Bóg swarzy». В новгородском говоре у слова сва́рог имелось значение «сплетник». В архангельском говоре — сво́рог «ссора, вражда».
В пользу семантической связи с этой этимологией могла бы говорить роль Сварога в качестве реформатора института брака, когда он, согласно Ипатьевскому списку, вводит моногамию при помощи угрозы, но этимология имеет и семантические проблемы: не существует оснований, что Сварог был единственным карающим богом и богом войны, для которого больше подходит эта этимология. Этимология от *varъ более соответствует богу-кузнецу.
Отдельную интерпретацию Сварога высказал лингвист Р. О. Якобсон, считающий, что Сварог был заимствованным иранским божеством Веретрагной, чей теоним означает «сокрушитель препятствия», восходящий, по мнению Якобсона, к тому же корню, что и слово свара — *wer- «закрывать, защищать, оказывать сопротивление». И поэтому слово свара было подобрано славянами как альтернант теонима Веретрагны и расширенное суффиксом -ogъ. Веретрагна был драконоборцем, связанным с огнём и кузнечным делом, перевоплощающийся в зверей и птиц, в частности в сокола Вархагана. Якобсон сравнивает такой образ с огненным духом-соколом балто-славянского фольклора под именами Рарог, Рарук, Яруг и Рарагас или Ванагас в Литве и заключает, что Рарог был табуированием Сварога. С такой возможностью соглашается лингвист В. Н. Топоров. В то же время слово свара обычно понимают как восходящее к праиндоев. *swer- «говорить» давшее др.-исл. svara «отвечать», гот. swaran «клясться», др.-в.-нем. swerian «клясться, говорить определённо».

### Древнеиндийская этимология
Высказывалось мнение, что теоним имел неславянское происхождение. В частности, предложена этимология от санскр. svárgas «небо» позже калькированное в славянские языки. В связи с этим многие мифологи признали Сварога верховным богом неба и отцом всех божеств, создателем всех вещей и законов и впоследствии ставшим deus inertus, после сотворения мира отошедшем на второй план и прибывающий в пассивном состоянии по отношению к творению. Через отождествление со Сварожичем, представляющим земной огонь, Сварог стал пониматься и как бог небесного огня. Историк Г. Ловмянский рассматривает религию праиндоевропейцев как прототеизм, веру в единого бога неба с полидоксией, что в последующем выродился в политеизм индоевропейцев. В своих рассуждениях учёный обращает внимание, что прототеизм отличим прамонотеизма и религию славян характеризует как неразвившийся политеизм, где элементами наследуемого славянами прототеизма были Сварог и Перун, но в отличие от общеславянского бога неба Сварога, культ Перуна был только восточнославянским.
Историк Е. В. Климов проинтерпретировал свидетельства византийского историка Прокопия Кесарийского о боге-владыке молний, главенствующим над всеми, немецкого миссионера Гельмольда, что среди многих божеств славян есть бог богов, господствующий над всеми, обращения славян к некоему богу, записанные арабскими авторами как доказательства монотеизма у славян, который они получили от скифо-саков через других кочевников. Интерпретацию бога богов у Гельмольда как Сварога поддерживает и Ловмянский. Климов определил, что теоним Сварог является более древним именем Бога-творца, чьим символом был огонь. По версии Климова, он также упоминается как Бог в русско-византийских договорах 944 и 971 годов: «пусть я и те, кто со мною и подо мною, будем прокляты от бога, в которого веруем, — в Перуна и в Волоса, бога скота». Киевский пантеон в трактовке Климова был основан на теологической концепции Амеша Спента с богами, эманировавшими от монотеистического бога славян. Религиовед А. П. Забияко отрицает попытку охарактеризовать религию славян как монотеистическую и свидетельство Гельмольда как описание монотеизма, определяя религию славян как политеизм с монолатрией. По комментарию Гейштора: идентификация бога богов у Гельмольда как Сварога не убедительна.
Слово Сварга получено санскритским сложением svar-gá- ← *suH2el-gu̯Ho- «идущий к солнцу», поэтому его нельзя считать общим индоевропейским и единственное объяснение появления теонима Сварог из слова «Сварга» это заимствование. Вместе с тем оно не могло происходить из иранских языков, где произошло изменение *su̯- → hu̯-/*xu̯. Оно не могло происходить и из индоарийских языков или праиндоиранского языка из-за географической удалённости. Географическую проблему попытался решить лингвист О. Н. Трубачёв, основываясь на гипотезе присутствия индоарийского населения на берегах Азовского моря и Крыма. Блажек оценил данную попытку как спекулятивную. Даже при верности гипотезы Трубачёва, этимология не объясняет появления гласного «o» между «r» и «g». Возможным решением проблемы может служить полногласие, при ограниченности теонима восточнославянским ареалом, но данные по западным славянам упоминают бога Сварожича. Следующим возможным объяснением является перенос культа Сварожича от восточных славян к западным.
Рядом исследователей лингвистическое родство Сварога с санскр. svárgas было охарактеризовано как невозможное. Отрицается и кандидатура Сварога на роль Отца-неба. В летописи написано, что клещи упали Сварогу с неба, поэтому он не обязан был скидывать их сам, и отождествление с Гефестом при интерпретации бога неба не имеет смысла, поскольку Гефест не был связан с небом. Описание Сварога как «пассивного бога» отвергается за отсутствием аргументов. Несовместимость этимологии даёт сама Ипатьевская летопись, где говорится, что Сварога назвали так потому, что «обычай уничтожил и повелел одному мужчине иметь одну жену и женщине за одного мужа выходить, если же кто преступит этот закон, да ввергнут его в печь огненную. Того ради прозвали его Сварогом и чтили его египтяне». Одним из сторонников Сварога как бога неба был историк Л. С. Клейн, но вместе с тем сообщает о проблеме замещения обычного индоевропейского термина для бога неба — Дьяус, каким-то образом перешедшим к нарицательному индоарийскому термину Сварга, и сам объясняет решение проблемы индоарийским субстратом в топонимике Причерноморья. Лингвист К. Л. Борисов указывает на географический разрыв между территорией распространения индоарийского языка и славянских языков, что говорит о невозможности прямого заимствования, и существование субстрата называет гипотетическим.

### Иранские этимологии
Блажек предлагает, что Сварог мог происходить от гипотетического сакского словосочетания *suvā-gara- «утро создающий», что аналогично санскритскому словосочетанию divā-kará- «солнце», буквально «создающий утро». Такая этимология одновременно с тем, что Сварог был связан с клятвами и с солнцем, говорит о Свароге как о заимствованном славянами иранском божестве солнца — Митре.
Ююкин определяет форму *svarogъ как изначальную, в отличие от формы с гласной первого слога *sъvarogъ. Теоним предстаёт как имя деятеля в форме причастия с корнем *xvār- ← праиран. *hṷar ← праиндоев. *sṷer- «окрашивать (преимущественно в тёмный цвет)», что даёт понимание имени Сварог как эпитета для бога солнца «красильщик». Для подтверждения своей этимологии учёный обращается к примерам из Нартского эпоса и Авесты, где есть поэтическое описание местности, окрашенной светом солнца. Помимо этого, косвенно этимология подтверждается сближением с балтским богом Телявелем. Согласно одной из этимологий балтского теонима, он происходит от *Teliavelis/*Teliāvelis «рисовальшик, художник, изобретатель, создатель».
Мошинский приписывал суффиксу *-ogъ, и тем самым теониму Сварог, скифское происхождение. В своём мнении он опирался на работу по согдийской грамматике востоковеда Р. Готьо, включавший в свой труд согдийский глагол, от которого и происходит теоним: sparoγ- «светить, сиять, сверкать», что мог восходить к праиранск. *su̯ārVg-, однако современные исследования не подтвердили существования данного глагола. Пуканек указывает, что суффикс -оgъ иногда считается неславянским, но определяет его именно как славянский. Сама этимология Мошинского имеет лингвистические проблемы, и интерпретация Сварога как бога солнца не может быть принята, так как связанным с солнцем был сын Сварога Дажьбог, а не он сам. По мнению филолога В. Й. Мансикки на основе «Хроники» нельзя объявлять Сварога богом неба и солнца.

### Прочие этимологии
Этимологии от санскр. svarāj- «независимый правитель», лат. rēх «король», лат. regō -еrе, «повелевать», санскр. rā́jan- «царь», санскр. s(ú)var «солнце» не были приняты лингвистами М. Фасмером и М. Пуканеком, как и этимология от др.-в.-нем. gi-swerc «грозовые тучи»; др.-англ. sweorc «темнота, облако, туман», нидерл. zwerk «туча, облачное небо».

### Ономастика
Имя Сварога связывают с антропонимом Сварокъ, встречающийся на керамике XIII—XIV веков, найденной в Царевце — крепости близ Велико-Тырново в Болгарии, и с различными топонимами: русские Сваруживо, Сварыжь в Новгородской губернии, поморский Сварожин и его более древнее название Сважишево, болгарские Сва́рог, Сва́рошка бара, чешские Svařeň, гора Svaroh, имеющая также лужицкое название Zwarogk, польские Swarzyszewo, Swarzędz близ Познани. Брюкнер добавил польский населенный пункт Swarożyn, основываясь на топониме, записанном на латыни как Swarozino в записи 1205 года, но Лучиньски указывает на ошибку Брюкнера: топоним записан как Swarozina, датировался 1305 годом и должен читаться как Swarocino от личного имени Swarota. Или, как указывают другие записи, населённый пункт назывался Swaryszewo от личного имени Swarysz. Предполагается, что Тwаrосh gura, Tvarožná в Чехии, древнесловенские топонимы Тwаrосh, Tbaraschitzberg в Нижней Штирии изначально относились к Сварогу, но были либо табуированы, либо переосмыслены по народной этимологии. Лингвист Ст. Урбанчик критически подмечает, что топонимы могли произойти от нарицательного общего слова и, следовательно, связь со Сварогом сомнительна. Связь полабского топонима Сважен, а ныне Шверин, со Сварогом не может быть доказана, и наиболее вероятно его происхождение от полаб. zvěŕ «животное» или zvěŕin «загон, конюшня». Данные топонимии могут говорить о Свароге как об общеславянском божестве.

## Исторические источники

### «Хроника» Иоанна Малалы
Византийский автор VI века Иоанн Малала написал «Хронику», в которой изложил историю от библейского сотворения мира до своего времени. Позже в Болгарии X века был сделан славянский перевод «Хроники» в который были добавлены славянские мифологические глоссы. Сам славянский перевод был утрачен, но начиная со второй половины XI века долгое время функционировал на территории русских земель, что позволило древнерусским книжникам составить свои компиляции независимо один от другого. Вследствие этого перевод «Хроники» представлен фрагментарно.
Автор записи под 1114 годом в «Повести временных лет» в редакции Ипатьевской летописи рассказывает о своём путешествии в Ладогу, где его удивление вызвали находки стеклянных бусин, которые, по мнению ладожан, как будто выпадают из большого облака и вымываются водами Волхова. В связи с этим ладожане рассказывают летописцу о ещё больших чудесах: в северных краях из облаков кое-где выпадают бельчата, кое-где оленята, а потом подрастают и расходятся по земле. Сославшись на ладожского посадника Павла и ладожан, как на свидетелей, летописец подтверждает существование данных явлений, но, чувствуя скепсис читателя, приводит примеры аналогичных событий из славянского перевода «Хроники», в частности, следующий отрывок, составленный посредством свободного пересказа на основе главы 23 первой книги «Хроники» Малалы, главы 1 второй книги и главы 4 четвёртой книги и содержащийся в Ипатьевской летописи Ипатьевского списка первой четверти XV века. Глоссы в тексте «Повести» выделены полужирным.
Если же кто этому не верит, пусть почитает Хронограф. <…> И после потопа и после разделения языков начал царствовать сначала Местром, из рода Хама, после него Ермия, затем Феоста, которого и Сварогом называли египтяне. Когда царствовал этот Феост в Египте, в годы правления его упали клещи с неба, и начали ковать оружие, а до того палицами и камнями бились. Тот же Феоста закон издал о том, чтобы женщины выходили замуж за одного мужчину и вели себя воздержанно, а кто впадёт в прелюбодеяние, тех казнить повелевал. Поэтому и прозвали его бог Сварог. Прежде же женщины сходились с кем хотели, точно скот. Когда женщина рождала ребёнка, она отдавала его тому, кто ей был люб: „Это твоё дитя“. Тот же, устроив празднество, брал себе ребёнка. Феост же этот обычай уничтожил и повелел одному мужчине иметь одну жену и женщине за одного мужа выходить, если же кто преступит этот закон, да ввергнут его в печь огненную. Того ради прозвали его Сварогом и чтили его египтяне. И после него царствовал сын его, по имени Солнце, которого называют Даждьбогом, 7 тысяч и 400 и семьдесят дней, что составляет двадцать с половиной лет. Не умели ведь египтяне иначе считать: одни по луне считали, а другие днями годы считали; число двенадцать месяцев узнали потом, когда начали люди дань давать царям. Солнце царь, сын Сварогов, иначе Даждьбог, был могучим мужем. Услышав от кого-то о некоей богатой и родовитой египтянке и о человеке некоем, восхотевшем сойтись с ней, искал её, желая схватить. Не хотел он закон отца своего Сварога нарушить. Взяв с собой нескольких мужей и узнав час, в который она прелюбодействует, ночью застиг её и не нашёл мужа с ней, а её застал лежащей с другим мужчиной, которого она возжелала. Схватил её, подверг пытке и послал водить её по земле египетской на позор, а того прелюбодея обезглавил. И настало непорочное житьё по всей египетской земле, и все восхваляли его. Но мы не будем продолжать рассказ.
В более ранней версии «Повести временных лет» Лаврентьевской летописи такая запись отсутствует. Автор данной компилятивной записи использовал полный перевод «Хроники» Малалы и фрагменты «Хроники» Георгия Амартола, выбирая заинтересовавший его материал по тематическому принципу.

#### Происхождение глосс
Первая точка зрения на происхождение глосс предложена историком-архивистом М. А. Оболенским и поддержана филологом-славистом Г. Креком и другими исследователями, согласно которым глоссы были добавлены уже самим болгарским переводчиком в X веке.
Эта точка зрения была раскритикована филологом И. В. Ягичем: он указывает, что перевод Малалы также содержит мифологическую вставку о Совии и о других литовских божествах. По его мысли, балтские и славянские глоссы были добавлены одним человеком, и поскольку болгарский переводчик не мог писать про верования балтов, то глоссы были написаны русским переписчиком XII века из Новгорода. В «Еллинском летописце» — рукописи, что вместе с «Архивской летописью» восходит к общему протографу, содержится аналогичный миф Малалы о Гефесте, но в соответствующем месте глоссы о Свароге нет. Отсюда Ягич делает вывод: «совершенно определённо, что компилятор летописца не обошёл бы молчанием „Сварога“, если бы он нашёл его в своем тексте». Нет упоминания о славянских божествах и в выдержках из «Хроники» вошедших в состав Палеи. Славист А. Брюкнер разделял мнение Ягича, датировав глоссы XI веком и добавив аргумент, что болгарская литература избегала всяких упоминаний о тюркском или славянском язычестве. Версия Ягича получила в дальнейшем всеобщую поддержку, и Сварог был классифицирован как древнерусское божество.
Историк Г. Ловмянский критикует версию Ягича и считает происхождение глосс южнославянским. Он разделяет мнение историка А. А. Шахматова, что текст Малалы был добавлен в третью редакцию «Повести временных лет» в 1118 году, поэтому славянские глоссы должны быть более ранними. Ловмянский также исключает интерес русских авторов XI века к литовской мифологии ввиду ещё слабых контактов Новгорода с Литвой и отсутствия каких-либо упоминаний в источниках о подобном интересе и вместе с Оболенским датирует балтские глоссы XIII веком. Избегание язычества не было принципиальным в болгарской литературе, использовавшей слово «бесы». «Еллинский летописец» существует в двух редакциях, причём обе редакции восходят независимо друг от друга к общему протографу. Первая и вторая редакция датируются XV—XVI веком (историк А. Н. Попов). Иная точка зрения датирует вторую редакцию XIII веком (историк А. А. Шахматов, литературовед В. М. Истрин, филолог Н. А. Мещерский). Сварог отсутствует во второй редакции, Дажьбог — в обеих. Историк Э. М. Шусторович объясняет их отсутствие тем обстоятельством, что протограф летописи либо был составлен в то время, когда антиязыческая направленность за ненадобностью уходит из древнерусской литературы вследствие отмирания язычества, либо же сменой идеологической обстановки: монгольского нашествия на Русь.
Филолог В. Й. Мансикка датировал вместе балтские и славянские глоссы 1262 годом, по его мнению, добавленные в «Хронику» одним и тем же лицом в Литве либо в западной Руси и уже позже привнесённые в третью редакцию 1118 года, но эта версия не была поддержана Ловмянским.
Религиовед О. В. Кутарев полагает, что глосса с ввержением в огненную печь может свидетельствовать о потерянной мифологеме и была добавлена уже после древнерусским автором на основе связи Сварожича со Сварогом. Но, по версии Ловмянского, даже если древнерусский автор и знал Сварожича, то никак не усмотрел между ними связь. Мансикка, как и Ловмянский, считает, что к поздним глоссам относятся: «которого и Сварогом называли египтяне», «поэтому и прозвали его бог Сварог» и «того ради прозвали его Сварогом и чтили его египтяне» добавленные уже после, поскольку сам древнерусский автор этих глосс считал Сварога именно правителем Египта. По версии Мансикки, это был автор протографа, общего источника Ипатьевского и Хлебниковского списка, по версии Ловмянского, автор третьей редакции 1118 года, в отличие от болгарского переводчика, не воспринимавшего Сварога как славянского персонажа. Глосса с огненной печью объясняется лингвистом М. Пуканеком и филологом Н. И. Зубовым как возникшая на основе этимологической связи Сварога с огнём. При этом автор глоссы так стремился объяснить имя Сварога, что не заметил логического противоречия, заставляя Дажьбога нарушить собственный закон, ведь отец-Сварог повелел именно сжигать в печи.
Проанализировав вопрос авторства «Повести временных лет», историк С. М. Михеев пришёл к выводу, что в 1116 году появилась редакция Повести, написанная епископом Сильвестром на основе «Начального свода» и иных источников. Дальше Повесть Сильвестра была отредактирована в 1117 году, а не в 1118, вероятно, в Выдубицком монастыре. Именно этот автор редакции 1117 года, что наиболее полно отразилась в Ипатьевской летописи, и внёс запись о Ладоге и выдержку из «Хроники» Иоанна Малалы.
Славянский перевод «Хроники» фрагментарно содержится в кратком Софийском хронографе — рукописи XVI века, хранящийся в «Российской национальной библиотеке». Вместе с Иудейским хронографом XIII века восходит к южнорусскому протографу, созданному до середины XIII века и названый учёной-историком Т. Л. Вилкул «Начальным хронографом». Судя по составу, этот протограф должен был содержать в своей основе текст Малалы более полный, чем в иных известных ныне хронографах. В Софийском хронографе рассказ более сокращённый по сравнению с рассказом Повести. Фрагмент:
Когда же пришёл в Египет Ермий, царствовал тогда Местрем из рода Хама. После его смерти поставили царём Ермия. И царствовал над египтянами 39 лет в великой славе. После него царствовал Ифест, он же Сварог, дней 6680, ведь не умели иначе считать египтяне, но по подсчёту дней года считали. Ифеста они назвали богом, ибо был волхвом и храбрым мужем. Жёнам он установил закон за одного мужа выходить и вести себя воздержанно, кто же прелюбодействует, того казнить повелевал. И чтили его египтяне, ведь сперва закон этот на своём примере показал. Этот Ифест некую молитву тайную творил, и от неё падали с небес клещи для ковки железного оружия. Тогда и начали его называть богом, потому что мудрость обрёл и этим оружием показал людям, как добывать пищу и оказал помощь в ратной силе, а прежде палицами и камнями бились. После смерти Ифеста царствовал Солнце, сын его, он же Дажьбог 7000 и 577 дней, не знали как иначе считать, одни по луне считали дни, иные по солнцу. Число двенадцать месяцев узнали потом, когда начали дань давать царям. Солнце-царь, сын Сварогов, был сильным мужем и чтил закон своего отца. Некую женщину-любодейку, мучив, пустил водить по всей земле египетской, а любодейца казнил, и начали восхвалять его, поэтому так Омир-творец сказал: „Дажьбог обличил Афродиту с Аресом блудящую“.
В этом рассказе нет ни одного из дополнений и перестановок, характерных для Повести. Анализ обоих текстов показал, что автор записи 1114 года не знал текст данного хронографа. В связи с этим Вилкул указывает, что учёные XIX — нач. XX веков были убеждены в том, что греческих богов сопоставил со славянскими богами летописец, а не переводчик, но текст Софийского хронографа более соответствует греческому оригиналу и подтверждает, что глосса «он же Сварог» присутствовала уже в древнеболгарском переводе. По комментарию филолога О. В. Творогова: «отождествление Гефеста со Сварогом, а Гелиоса (Солнца) с Даждьбогом принадлежит <…> не летописцу, включившему фрагмент из Хронографии Малалы в летописную статью 1114 г., <…> а восходит к какой-то древней (если не первоначальной) редакции перевода Хронографии Малалы». Согласно Кутареву, несмотря на распространённость точки зрения о древнерусском происхождении глосс, в науке доминирует мнение, что Сварог и Дажьбог представляются в тексте именно как южнославянские персонажи. Таким образом, Сварог и Дажьбог были богами как южных, так и восточных славян, что говорит об их праславянском происхождении.

#### Интерпретация Сварога и Дажьбога
В оригинале текста «Хроники» под Ермией имеется ввиду Гермес, под Феостом — Гефест и под Солнцем — Гелиос. Таким образом, Сварог был отождествлён с греческим богом огня и кузнечного дела Гефестом, а Дажьбог, которого дважды называют в тексте сыном Сварога, с Гелиосом, богом солнца. Сама же вставка из «Хроники» содержит эвгемеристический миф об установлении моногамии. Исследователи пытались соотнести этот миф со Сварогом, усматривая связь в славянском фольклоре, что кузнец «куёт» свадьбу, или связь теонима Сварог с диалектным юго-восточным укр. зваро́к «ритуальная весть о целомудрии невесты», но в действительности миф о моногамии не является славянским, поскольку прямо или косвенно заимствован Малалой из эпитомы Марка Юстина об установлении брака Кекропсом. Сама моногамия не характерна для древних славян.
Одно из объяснений отождествления между богами дано Мансиккой, считавшим, что имена были вставлены случайно, а интерпретация Дажьбога как бога солнца и сына Сварога вызвана лишь следованию греческого оригинала. Ловмянский критикует эту точку зрения, поскольку глоссы предполагают, что автор усматривал ассоциацию между богами, вставив имена славянских божеств как объяснение имён греческих богов, что должно вызывать соответствующую реакцию в воображении читателя. Поэтому глоссы возникли в среде, где знали имя Сварога, и мифологическое содержание ещё не стёрлось из памяти. И сам болгарский переводчик понимал Сварога именно как славянского персонажа. По мысли Шусторовича, автор глоссы осмыслил греческие теонимы как иноземные имена славянских богов, которые одновременно оказываются и богами египтян, что позволяло читателю в освоении элементов античной культуры. Во времена христианизации такое сближение выполняло антиязыческую функцию, разрушая представления о божественности персонажей древнеславянского пантеона.
Исследователи определили на основе тождественности функций Сварога как бога-кузнеца и бога огня, но Кутарев усматривает в Свароге только связь с огнём, а непосредственным богом огня был Сварожич. Дажьбог может пониматься как одновременно бог солнца и сын Сварога. В пользу этой версии свидетельствует параллель происхождения солнца от кузнеца в балтской мифологии. Другая трактовка Дажьбога рассматривает его только как сына Сварога. Идентификация Сварога как бога кузнеца делает его, по мнению религиоведа А. Шиевски, лишь третьестепенным божеством, подобного Гефесту или Гоибниу.

### Вопрос отсутствия в киевском пантеоне
В 980 году князь Владимир Святославович устанавливает вне теремного двора идолы божеств на холме в Киеве. Среди перечисленных божеств Сварог не упоминается. Исследователи по-разному объясняют, почему Владимир выбрал именно этих божеств, а не других. По объяснению, данному Пуканеком, у славян существовали разные категории богов, названые исследователем «добрыми» и «злыми» подобно ахурам и дэвам у иранцев, асам и ванам у германцев, асурам и дэвам у индийцев. Пуканек причисляет Сварога к категории «злых» богов, бывших богами простого люда, в отличие от «добрых» божеств правящей аристократии, из-за чего Сварог отсутствовал в киевском пантеоне. Однако в таком случае «злой» Сварог был отцом «доброго» Дажьбога. Но это объяснимо через сопоставление с германским богом Фреем, одним из асов, изначально бывший ваном. По версии филолога Е. Л. Мадлевской, объединившей Сварога и Сварожича, этот бог был лишь «не оформившимся божеством» и в первую очередь играл роль персонифицированного огня, поэтому отсутствовал в киевском пантеоне. Была предложена ложная интерпретация Сварога как бога неба и высшего бога славян, впоследствии отодвинутого на второй план и поэтому уже не присутствующего в восточнославянском пантеоне и как вследствие не включённого в киевский.

## Реконструкция образа и мифа

### Миф о ковке солнца
Славист А. Брюкнер и историк Д. Д. Оболенский пришли к выводу, что отрывок «Хроники» содержит утерянный солярный миф, что допускал филолог В. Й. Мансикка. Брюкнер указывает, что сообщение о кузнеце, являющимся отцом солнца, содержится и в литовской мифологии. Он приводит отрывок из той же «Хроники» Иоанны Малалы в составе Ипатьевской летописи, добавленный под 1261 годом:
Это заблуждение [трупосожжение] распространил Совий, чтобы они [литовцы и другие балтийские и финские народы] приносили жертвы скверным [ненастоящим] богам Андаеви и Перкунови, т. е. грому, и Жворуне, т. е. суке, и Телявели кузнецу, выковавшему им солнце, которое светит на земле, и забросившему им на небо солнце.
Миф был позже зафиксирован в фольклоре литовцев, латышей и в финской Калевале, где роль кузнеца солнца и месяца выполняет Ильмаринен. В науке существует сближение Сварога с Телявелем, и, исходя из параллелей отрывка «Хроники», Сварог мог быть сам создателем солнца, подобно этому балтскому богу. Лингвист М. Лучиньски относит Сварога к категории deus faber, что в славянской мифологии через миф о ковке солнца, возможно, участвовал в создании мира. Аничков отнёсся скептически к реконструкции Брюкнером Сварога и мифа, связанного с ним. Подтверждению наличия аналогичного мифа у славян могут служить фольклорные данные. В фольклоре христианский Бог, возможно, сохранил характеристику кузнеца из дохристианской религии. В некоторых сказках о нём говорится, что он коваль «кузнец». Словенцы считали, что «в мире всё стало жить с того момента, как на земле зажгли огонь», а словаки — что «огонь породил солнце, луну и звёзды». По представлениям македонцев, солнце, луна и звёзды были шариками грязи, что младенец-Иисус забросил на небо, а после они были благословлены Богом-Отцом. Русская легенда рассказывает, как человечество жило во тьме и в холоде, и каждый мёрз от стужи, никакие костры согреть их не могли. Среди них был старик с большой бородой, что предложил людям всем вместе отнести раскалённый уголь на гору, чтобы разгорелся один большой костёр, раздуваемый ветром. Люди послушались его, и каждый отнёс уголь на гору, где он стал одним большим шаром. Ветер подхватил его и унёс вверх. Так появилось солнце. Иная русская легенда говорит, что люди также жили без солнца. Тогда Бог вынул его из-за пазухи и бросил на небо. Люди начали дивиться солнцу, а женщины достали решёта и пытались набрать свет в них, потому что тогда строили дома без окон. Как только они входили в дома, свет в решётах пропадал, а тем временем солнце поднималось всё выше и начало печь. От досады и от жары женщины начали плевать в солнце. Бог разозлился и превратил их в камень.

### Божественный кузнец
Религиовед А. Шиевски пришёл к выводу, что Сварог мог быть божественным кузнецом, выковывающим молнии. В своём мнении он опирается на распространённую мифологему в Северной Европе о ковке волшебного оружия: ковка оружия Тору, ковка чудесных предметов Ильмариненом. Балтский Телявель также был помощником Перкунаса, выковавшим волшебные предметы, в частности молнии. В греческой мифологии молнии для Зевса куют циклопы или Гефест. О связи между громовержцем и кузнецом говорит, по мнению историка Л. С. Клейна, и славянский фольклор, где присутствовало представление, что кузнец выковал молнии Святому Илье как оружие, поражающее чертей. Поэтому в кузни молнии не попадают, а сами черти боятся кузнецов. Славянским богом огня был Сварожич, чьё имя означает либо «сын Сварога» либо, согласно критикуемой этимологии, самого Сварога в диминутивной форме. Родственная связь со Сварожичем должна характеризовать Сварога, по мнению Шиевски, как культурного героя, породившего огонь, чтобы люди могли контактировать (гадания), обмениваться (жертвоприношения) и связываться (кремация) с божественным миром. Сварожич был общеславянским богом, чьё присутствие у западных и восточных славян косвенно говорит о существовании у этих же славян Сварога, что характеризует его как общеславянского бога праславянского происхождения. Мансикка исключал общеславянскую направленность культа Сварога, поскольку считал его заимствованным божеством.

## Неоязычество
В славянском неоязычестве Сварог считается богом неба, света, небесного огня, отцом всего сущего, в том числе славян. Одна из неоязыческих «легенд» утверждает, что Сварог подарил людям самый первый плуг и кузнечные клещи, научил выплавлять медь и железо. Кроме того, этот бог установил «законы Сварога» по которым существует вселенная. Законы имеют две стороны: физико-химические и моральные, причём последние не обладают определённым этическим императивом. Эти законы также не дают чёткого понятия о добре и зле, мораль скорее разделена на «правду», действия по законам мира, и «кривду», противодействия им. С точки зрения этих законов побеждает не хороший и добрый, а мудрый и сильный. Примеры заповедей: «Из силы и слабости — выбирай силу», «Из знания и невежества — выбирай знание». Живущие по законам Сварога и «прославившие» свой род могут попасть в Ирий к богам и героям. В общине «Шаг волка» присутствовали «сварожьи скрижали» по убеждению членов общины, содержавшие славянские тексты, передаваемые из поколения в поколения и записанные славянскими рунами.
В неоязычестве существует концепция бога-создателя, породившего мир. Это может быть Род или Сварог. Так, Сварог считается богом-прародителем других богов в украинской общине «Великий Вогонь». Боги могут именоваться Сварожичами и считаться ипостасями Сварога. Сварог у инглингов сам считается ипостасью Рода. Существуют различные взгляды на родственные взаимоотношения Сварога: Лада может считаться женой Сварога, вместе с ним сотворившей мир. К сыновьям Сварога причисляют Святовита, а к дочерям — Мару. По мнению неоязыческого деятеля Вадима Казакова, Велес — сын Сварога и Мокоши. Троян считается сыном Триглава, воплощавшего сразу трёх божеств: Сварога, Перуна и Велеса. Белобог может считаться помощником Сварога. Богу Сварогу приписывают создание человеческой души. «Союз венедов» считает, что Сварог был «космическим светом», создавшим сам себя.
В неоязычестве присутствует календарь Коло Сварога. В частности, обрядовый календарь объединения «Велесов круг», включающего общину «Родолюбие», имеет следующие праздники. Летний Сварогов день, посвящённый Сварогу и Ладе и приуроченный ко дню Петра и Павла 29 июня. Праздник связан с поклонением сварожьему огню и солнцу, достигающему «пика своего могущества». Первый или малый день Сварога, когда небесный бог-кузнец укрывает землю листьями и уносит «светлых богов» в Сваргу на небеса. Праздник приурочен к Покрову 14 октября и символизирует конец осени. Второй или великий Сварожий день (Сварожки), череда дней с 1 по 7 ноября, посвящённых Сварогу, когда он «закрывает» землю, готовя её к зиме. Приурочен к осенним Кузьминкам 1 ноября. Существует и Малое коло Сварога с посвящением каждого месяца определённому божеству. С новым годом Коло Сварога поворачивается на новый виток. В общине «Схорон еж словен» отмечался праздник Мороза Сварожьего с 31 по 1 января и Сварогов день 22 октября.
Неоязыческая концепция ночей и дней Сварога представляет историю в виде циклов, поочерёдно сменяющих друг друга и длящихся по тысяче лет. Цикл Ночи Сварога имел негативное наполнение, второй — позитивное. По мнению неоязыческого деятеля Николая Левашова, ночь Сварога началась в 996 году и закончилась в 1996; в этот период сначала христианство, а затем и коммунизм «принесли русским неисчислимые беды и несчастья».
Некоторые общины, состоящие преимущественно из женщин, выбрали Сварога главным объектом поклонения. Многие общины носят имя Сварога: среди общин ССО СРВ есть брянская «Свет Сварога», смоленская «Утро Сварога» и, помимо них, радикальная правая община «Дети Сварога», община «Дом Сварога», минская община «Сварогово коло», основанная в 2009 году. В Киеве выпускается неоязыческий журнал «Сварог».
В праздник Дня Крещения Руси, 14 августа 2007 года, неизвестные подожгли идол Сварога и размазали на алтарном камне экскременты на капище в Ставрополе. Община «Коляда вятичей» на реке Раздериха близ остановочного пункта Луговая (Московская область) поставила капище с идолом Сварога, созданного в 1996 году Алексеем Наговицыным (Велемудром). Капище разрушалось дважды; после первого раза старые идолы были перемещены вглубь леса, но во второй раз были уничтожены все, что община обнаружила 4 июля 2008 года. Выяснилось, что за вандализмом стоял местный священник.

## Современность
В честь Сварога был назван Сварог Патера — сложный кратер на спутнике Юпитера Ио. В 2015 году Глобальной сетью телескопов-роботов МАСТЕР был открыт астероид класса Аполлон, получивший название Сварог.
В современной культуре имена восточнославянских божеств используются в качестве рекламных имён. Сварог является с 2001 года вторым по популярности эргонимом среди других имён славянских божеств в России с 10—14 % упоминаний, после Велеса с 80 % упоминаний. По мнению Андрея Бескова, эргоним Сварог и Велес вышли вперёд «поскольку, они соответствуют большинству правил присвоения названий деловым объектам, сложившихся к настоящему времени в России: правилам новизны, краткости, благозвучия и удобопроизносимости, грамматичности и благоприятности ассоциаций, — неопределённость образов, носящих эти имена божеств, размытость их функционала обеспечивают широчайший простор для фантазии». Так, в честь Сварога названа IT-фирма, управляющие компании ЖКХ и другие не относящиеся с божеством фирмы. Но чаще всего эргоним связан с предприятиями, связанными с обработкой металла. Символом фирм может выступать неоязыческий символ — «Звезда Сварога». Сами фирмы при именовании часто руководствуются псевдонаучными домыслами.

### На русском языке
Источники
- Повесть временных лет / Подготовка текста, перевод и комментарии О. В. Творогова. Под ред. Д. С. Лихачёва, Л. А. Дмитриева, А. А. Алексеева, Н. В. Понырко. — СПб.: Наука, 1997. — (Библиотека литературы Древней Руси. Т. 1 : XI—XII века). Архивировано 5 августа 2021 года.
- Словарь русских народных говоров / Под гл. ред. Ф. П. Сороколетова; под ред. О. Д. Кузнецовой; сост. О. Д. Кузнецова, С. А. Мазникова, В. О. Петрунина. — СПб.: Наука (издательство), 2002. — Т. 36. С — Святковать. — 344 с. — ISBN 5-02-028510-2.

Книги
- Аничков Е. В. Язычество и древняя Русь. — СПб.: Типография М. М. Стасюловича, 1914. — 386 с.
- Гейштор, Александр. Мифология славян = Mitologia Słowian / Перевод с польского А. М. Шпирта. — М.: Весь Мир, 2014. — 384 с. — ISBN 978-5-7777-0581-5.
- Греймас А. Ю. О богах и людях: Исследования по литовской мифологии. В поисках народной памяти. = Apie dievus ir žmones. Lietuvių mitologijos studijos. Tautos atminties beieškant / пер. с лит. М. Чепайтите; М. В. Завьялова; Т. Чепайтис. — М.: Индрик, 2021. — 648 с. — ISBN 978-5-91674-652-5.
- Клейн Л. С. Воскрешение Перуна. К реконструкции славянского язычества. — СПб.: Евразия, 2004. — 480 с. — ISBN 5-8071-0153-7.
- Ловмянский, Генрик. Религия славян и её упадок (VI—XII вв.) = Religia slowian i jej upadek (w. VI—XII) / перевод с польского M. В. Ковальковой. — СПб.: Академический проект, 2003. — 512 с. — ISBN 5-7331-0045-1.
- Мадлевская Е. Л. Русская мифология. Энциклопедия. — М.: Мидгард, Эксмо, 2005. — 784 с. — ISBN 5-699-13535-9.
- Мансикка В. Й. Труды по религии восточных славян. — М.: Форум, 2016. — 688 с. — ISBN 978-5-00091-182-2.
  - Аничков Е. В. Последние работы по славянским религиозным древностям // Труды по религии восточных славян. — М.: Форум, 2016. — С. 472—530. — ISBN 978-5-00091-182-2.
- Михайлов Н. А. История славянской мифологии в XX веке. — М.: Институт славяноведения РАН, 2017. — 344 с. — ISBN 978-5-7576-0380-3.
- Михеев С. М. Кто писал «Повесть временных лет»?. — М.: Индрик, 2011. — 280 с. — (Славяно-германские исследования. Том 6). — ISBN 978-5-91674-154-4.
- Петрухин В. Я. Древняя Русь. Народ. Князья. Религия. // Из истории русской культуры. — М.: Языки русской культуры, 2000. — Т. I. Древняя Русь. — С. 13—402. — (Язык. Семиотика. Культура). — ISBN 5-7859-0093-9.
- Творогов О. В. Древнерусские хронографы. — Л.: Наука, 1975. — 320 с.
- Топоров В. Н. Предыстория литературы у славян: Опыт реконструкции: Введение в курс истории славянских литератур. — М.: Российский государственный гуманитарный университет, 1998. — 320 с. — ISBN 5-7281-0171-2.
- Ююкин М. А. Исследование по славянской мифологии, этимологии и ономастике: сборник очерков. — М.: ФЛИНТА, 2023. — 155 с. — ISBN 978-5-9765-5230-2.

Статьи
- Блажек, Вацлав. *S(ъ)varogъ // Славянское и балканское языкознание : сборник  / отв. ред. С. Л. Николаев. — М.: Институт славяноведения РАН, 2023. — Вып. 23. Балтославянская компаративистика. Акцентология. — С. 28—34. — ISBN 978-5-7576-0492-3. — ISSN 2658-3372. — doi:10.31168/2658-3372.2023.23.
- Боги / Топоров В. Н. // Славянские древности: Этнолингвистический словарь : в 5 т. / под общ. ред. Н. И. Толстого; Институт славяноведения РАН. — М. : Межд. отношения, 1995. — Т. 1: А (Август) — Г (Гусь). — С. 204—215. — ISBN 5-7133-0704-2.
- Вилкул Т. Л. Заимствования из Хроники Иоанна Малалы в Повести временных лет // Историческое повествование в средневековой России : Сб. науч. статей. — М.—СПб.: Альянс-Архео, 2014. — Вып. 7. Историческое повествование в Средневековой России. — С. 9—35. — ISBN 978-5-98874-103-9.
- Вилкул Т. Л. Иудейский и Софийский хронографы в истории древнерусской хронографии // Palaeoslavica : журнал. — 2009. — Iss. XVII/2. — P. 65—86. — ISSN 1070-5465.
- Забияко А. П. Религия славян // История религии в 2 томах / отв. ред. И. Н. Яблоков. — 4-е изд., пер. и доп. — Юрайт, 2022. — Т. 1. Книга 2. Религии Древнего мира. Народностно-национальные религии: учебник для вузов. — С. 236—286. — ISBN 978-5-534-03389-2.
- Зубов Н. И. Научные фантомы славянского олимпа // Живая старина. — 1995. — Вып. 7, № 3. — С. 46—49. — ISSN 0204-3432.
- Зубов Н. И. Египетско-славянские Феост-Сварог, Солнце-Дажьбог, египетские пирамиды-житницы и славянский огонь-сварожич // Язык и прошлое народа : сб. науч. ст. памяти проф. А. К. Матвеева  / под отв. ред. проф. М. Э. Рут. — Екатеринбург: Издательство Уральского университета, 2012. — С. 93—104. — ISBN 978-5-7996-0783-8.
- Климов Е. В. К вопросу о Верховном Боге в пантеоне древних славян // Вестник Челябинского государственного университета : журнал. — Челябинский государственный университет, 2008. — № 18. — С. 13—21. — ISSN 1994-2796.
- Кузьма и Демьян / О. В. Белова // Славянские древности: Этнолингвистический словарь : в 5 т. / под общ. ред. Н. И. Толстого; Институт славяноведения РАН. — М. : Межд. отношения, 2004. — Т. 3: К (Круг) — П (Перепёлка). — С. 22—24. — ISBN 5-7133-1207-0.
- Кутарев О. В. Древнерусский Дажьбог, сербский Дабог и греческий сын Гефеста Гелиос // Acta Eruditorum : журнал  / Под гл. ред. Д. В. Шмонина. — СПб.: Издательство РХГА, 2015. — Вып. 19. — С. 101—109. — ISSN 2307-6437.
- Кутарев О. В. Славянский Дажьбог как развитие индоевропейского Бога Сияющего Неба (Дьеус-Патер) // Философия и культура : журнал. — 2016. — Вып. 97, № 1. — С. 126—140. — ISSN 2454-0757. — doi:10.7256/1999-2793.2016.1.17386.
- Лауринкене, Нийоле. Кузнец в литовской мифологической традиции // Балто-славянские исследования. XVI : сборник научных трудов. — М.: Индрик, 2004. — С. 224—244. — ISSN 5-85759-269-0.
- Петрухин В. Я. Сварог // Древняя Русь в средневековом мире : энциклопедия  / Институт всеобщей истории РАН; под общ. ред. Е. А. Мельниковой, В. Я. Петрухина. — М.: Ладомир, 2014. — С. 721. — ISSN 978-5-86218-530-0.
- Свара // Этимологический словарь русского языка = Russisches etymologisches Wörterbuch : в 4 т. / авт.-сост. М. Фасмер ; пер. с нем. и доп. чл.‑кор. АН СССР О. Н. Трубачёва. — Изд. 2-е, стер. — М. : Прогресс, 1987. — Т. III : Муза — Сят. — С. 569.
- Сварог // Этимологический словарь русского языка = Russisches etymologisches Wörterbuch : в 4 т. / авт.-сост. М. Фасмер ; пер. с нем. и доп. чл.‑кор. АН СССР О. Н. Трубачёва. — Изд. 2-е, стер. — М. : Прогресс, 1987. — Т. III : Муза — Сят. — С. 569—570.
- Творогов О. В. Творогов О. В. Материалы к истории русских хронографов. Ч. 2. Софийский хронограф и «Хроника Малалы» // Труды Отдела древнерусской литературы : сборник. — Л.: Наука, 1983. — Т. 37.
- Шусторович Э. М. Хроника Иоанна Малалы и античная традиция в древнерусской литературе // Труды Отдела древнерусской литературы  / отв. ред. Д. С. Лихачев. — Л.: Наука, 1968. — Т. 23: Литературные связи древних славян. — С. 62—70.
- Шусторович Э. М. Древнеславянский перевод хроники Иоанна Малалы: (История изучения) // Византийский временник : журнал. — М.: Наука, 1969. — Т. 30. — С. 136—152.

Литература по неоязычеству и современной культуре
- Mačuda, Jiří. Ideologie rodnověří v názorech a praxi jeho čelních představitelů (se zaměřením na genezi a proměny obřadu). Disertační práce (чешск.) / Vedoucí práce: doc. PhDr. Martina Pavlicová, CSc. — Masarykova univerzita, 2012. — 301 S.
- Бесков А. А. Русское неоязычество в свете данных эргонимики: методы и перспективы изучения // Религиоведческие исследования : жкрнал. — М., 2015. — Вып. 11, № 1. — С. 9—22. — ISSN 2224-6711.
- Бесков А. А. Российская язычески мотивированная эргонимия как индикатор общественного интереса к восточнославянскому язычеству // Язычество в современной России: опыт междисциплинарного исследования : монография  / под ред. Р. В. Шиженского. — Н. Новгород: Мининский университет, 2016. — С. 12—23. — ISSN 978-5-85219-501-2.
- Бесков А. А. Восточнославянское язычество в зеркале российской повседневности // Kultūras studijas. Zinātnisko rakstu krājums : журнал. — Daugavpils: Daugavpils Universitāte, 2018. — Vol. X. — P. 138—153.
- Пантелеева Л. М., Хоробрых С. В. Лингвосемиотика похоронной культуры: деревня и город. — М.: Изд. дом Высшей школы экономики, 2022. — 205 с. — ISBN 978-5-7598-2680-4.
- Прокофьев А. В., Филатов С. Б., Коскелло А. С. Славянское и скандинавское язычества. Викканство // Современная религиозная жизнь России. Опыт систематического описания / Отв. ред. М. Бурдо, С. Б. Филатов. — М.: Логос, 2006. — Т. 4. — С. 155—207. — 366 с. — 2000 экз. — ISBN 5-98704-057-4.
- Что думают учёные о «Велесовой книге»: сб. ст / Рос. акад. наук, Институт рус. лит. (Пушк. Дом); Составитель А. А. Алексеев. — СПб.: Наука, 2004. — 238 с. — ISBN 5-02-027121-7.
- Шнирельман В. А. Арийский миф в современном мире / Российская академия наук, Институт этнологии и антропологии имени Н. Н. Миклухо-Маклая. — М.: Новое литературное обозрение, 2015. — Т. 2. — 440 с. — (Библиотека журнала «Неприкосновенный запас»). — ISBN 978-5-4448-0278-6.

### На других языках
Книги
- Álvarez-Pedrosa, Juan A., Santos Marinas, Enrique. Rituals in Slavic Pre-Christian Religion: Festivals, Banqueting, and Divination (англ.). — ARC Humanities Press, 2023. — 136 p. — (Beyond Medieval Europe). — ISBN 9781802701173.
- Brückner, Aleksander. Mitologia słowiańska i polska (пол.). — Warszawa: Państwowe Wydawnictwo Naukowe, 1985. — 383 S. — ISBN 83-01-06245-2.
- Eichler, Ernst[нем.], Walther, Hans. Städtenamenbuch der DDR (нем.). — Leipzig: Bibliographisches Inst. Leipzig, 1988. — 327 S. — ISBN 978-3323000070.
- Jakobson, Roman. Selected Writings (англ.) / ed. Stephen Rudy; preface Linda R. Waugh. — Berlin, New York, Amsterdam: De Gruyter, 1985. — Vol. VII. Contributions to Comparative Mythology. — 405 p. — ISBN 9783110106176.
- Lajoye, Patrice[англ.]. Mythologie et religion des slaves païens (фр.). — Paris: Les Belles Lettres[англ.], 2022. — 202 p. — ISBN 978-2-251-91771-9.
- Łuczyński, Michał. Bogowie dawnych Słowian. Studium onomastyczne (пол.). — Kielce: Kieleckie Towarzystwo Naukowe, 2020. — 345 S. — ISBN 978-83-60777-83-1.
- Łuczyński, Michał. Mity Słowian. Śladami świętych opowieści przodków (пол.). — Szczecin: Triglav, 2022. — 426 S. — ISBN 978-83-62586-70-7.
- Pukanec, Martin. Etymologický nákres slovanského sveta bohov a démonov: (náboženstva a morálky Slovanov) (словац.). — Nitra: Vydavate Univerzita Konštantína Filozofa v Nitre, 2013. — 148 S. — ISBN 978-80-558-0280-0.
- Szyjewski, Andrzej[пол.]. Religia Słowian (пол.) / red. Stachowski A. H. — Kraków: Wydawnictwo WAM[пол.], 2003. — 268 S. — (Mała Biblioteka Religii). — ISBN 83-7318-205-5.
- Urbańczyk, Stanisław. Dawni Słowianie Wiara i kult (пол.). — Wrocław: Ossolineum, 1991. — 224 S. — ISBN 83-04-03825-0.
- Зубов М. I. Слo’вянскi повчання проти язычництва в лiнгвотекстологiчному висвiтленнi: Дисертація на здобуття наукового ступеня доктора філологічних наук (укр.) / Науковий консультант Карпенко Ю. О. — Одеса: Одеський національний університет імені І. І. Мечникова, 2005. — 482 с.

Статьи
- Borissoff, Constantine L. Non-Iranian origin of the Eastern-Slavonic god Xŭrsŭ/Xors* (англ.) // Studia mythologica Slavica[англ.] : журнал. — 2014. — Vol. 17. — P. 9—36. — ISSN 1408-6271. — doi:10.3986/sms.v17i0.1491.
- Kutarev, Oleg V. Introduction to the Slavic pagan pantheon: The names of deities that the ancient Slavs actually revered (англ.) // New researches on the religion and mythology ot the Pagan Slavs 2  / Patrice Lajoye[англ.], Stamatis Zochios and the authors Éditions Lingva. — Lingva, 2023. — P. 5—46.
- Łuczyński, Michał. Dwa starosłowiańskie teonimy: psł. *svarožitjƄ, społab. *p'orĕnitjь — epitety patronimiczne czy hipokorystyka? (пол.) // Onomastica. Journal devoted to theory and interpretation of proper names : журнал. — 2014. — Iss. LVIII (58). — P. 235—252. — ISSN 0078-4648.